# Rombencéfalo

Cérebro em embrião de 4 semanas

Esquema do encéfalo. O rombencéfalo é a parte verde

O rombencéfalo é a parte do tronco encefálico que compreende a Medula Oblonga ou Bulbo Raquidiano (mielencéfalo) e a ponte (metencéfalo). Forma o chamado cérebro posterior, protuberância anular e o cerebelo, que delimitam uma área rombóide formada pelo quarto ventrículo e a cavidade ependimária.

## Metencéfalo
Os Rombômeros Rh3-Rh1 formam o metencéfalo.
O metencéfalo é composto pela ponte e pelo cerebelo; ele contém:
- uma porção do quarto (IV) ventrículo,
- nervo trigêmeo (CN V),
- nervo abducente (CN VI),
- nervo facial (CN VII),
- E uma porção do nervo vestibulococlear (CN VIII).

## Mielencéfalo
Os rombomeros Rh8-Rh4 formam o mielencéfalo.
O mielencéfalo forma a medula oblonga no cérebro adulto; ele contém:
- Uma porção do quarto ventrículo,
- Nervo glossofaríngeo (CN IX),
- Nervo vago (CN X),
- Nervo acessório (CN XI),
- Nervo hipoglosso (CN XII),
- e uma porção do Nervo vestibulococlear (CN VIII).

## Evolução
O cérebro posterior é homólogo a uma parte do cérebro dos artrópodes conhecida como o ganglio subesofágico, em termos dos genes que expressa e sua posição entre o cérebro e o cordão nervoso. Foi sugerido que o cérebro posterior evoluiu pela primeira vez no urbilateriano—o último ancestral comum dos cordados e artrópodes—entre 570 e 555 milhões de anos atrás.

## Doenças do cérebro posterior
Uma rara doença cerebral do cerebelo é a romboencefalossínapse, caracterizada por um vermis ausente ou parcialmente formado. Os sintomas podem incluir ataxia truncal. O distúrbio é uma característica principal da síndrome de Gomez-Lopez-Hernandez.